# 谢桂林
谢桂林（1929年—），男，天津人，中国矿山电气化与自动化专家，曾任中国矿业学院教授、博士生导师。